# Odra 042
Odra 042 – prototypowy autobus skonstruowany w Jelczańskich Zakładach Samochodowych.

## Historia
W Polsce większość taboru autobusowego stanowiły „Ogórki” i Sany H100. Jednak w Jelczu starano się unowocześnić pojazdy. Zbudowano specyficzny autobus turystyczny o nazwie Odra (już druga – wcześniej w roku 1957 powstała Odra A81). Prototyp wybudowano w 1964 roku.

## Konstrukcja
Konstrukcja była inna niż dotychczasowe – posiadała modne kanciaste nadwozie, 2 pary lamp (każdą parę w oddzielnej „atrapce”) oraz średniej wielkości atrapę chłodnicy, nad którą znajdowała nazwa autobusu – Odra. Posiadała wielkie kanciaste okna i szybę czołową – całą.
Odra posiadała trzy osie: dwie przednie skrętne i jedną tylną, na której były zamontowane koła bliźniacze. Pod podłogą znajdowały schowki na bagaże. Konstrukcja przewidywała silnik o mocy 125–140 kW. Długość autobusu wynosiła 11 metrów, a masa własna 8,1 tony. Prędkość maksymalną określono na 105 km/h.
W projekcie zastosowano wentylację tzw. bezpyłową, umożliwiającą każdemu z pasażerów indywidualną regulację nawiewu, jarzeniowe oświetlenie wnętrza i siedzenia typu lotniczego, ustawione w czterech rzędach i umożliwiające regulację; planowano doposażenie w kabinę WC.
W opracowaniu projektu brali udział pracownicy Politechniki Wrocławskiej i Wyższej Szkoły Sztuk Plastycznych we Wrocławiu.

## Dalsze losy
Pojazd planowano produkować w wersji miejskiej i międzymiastowej. Sam prototyp uzyskał dobrą opinie władz i planowano go wdrożyć do produkcji, jednak prawdopodobnie pojazd uległ wypadkowi w okolicach Wrocławia i postanowiono go już nie odbudowywać. Po Odrze powstał jeszcze jeden prototyp – Jelcz 039.